# Horst Jesih
Horst Jesih (* 30. Januar 1937; † 27. September 2007) war ein deutscher Fußballspieler, der bei Hamborn 07 in der Fußball-Oberliga West von 1955 bis 1962 in 94 Oberligaspielen 40 Tore erzielt hat und damit die vereinsinterne Torschützenliste der Hamborner „Löwen“ anführt.

## Laufbahn
Der in der Sportfreunde-Jugend groß gewordene Stürmer wurde vom DFB im Jahr 1955 in die Deutsche Jugend-Fußballnationalmannschaft berufen und nahm mit der Auswahl am UEFA-Juniorenturnier 1955 in Italien teil. In beiden Turnierspielen gegen Portugal (0:0) und Italien (0:1) stürmte die Hamborner Offensivhoffnung im deutschen Angriff. Stürmerkollegen im UEFA-Turnier waren Willi Koslowski, Hans Nowak, Rudolf Kölbl und Dieter Backhaus.
In seinem ersten Jahr Seniorenfußball, 1955/56, brachte es das Talent auf 16 Oberligaeinsätze, wobei er zehn Tore erzielte. Jesih debütierte am ersten Spieltag in der Oberliga West. Zum 4:0-Heimsieg am 27. August 1955 gegen den Wuppertaler SV steuerte er zwei Treffer bei. Die gerade wieder in die Oberliga zurückgekehrte Mannschaft vom August-Thyssen-Stadion konnte aber mit 17:43 Punkten und den wenigsten erzielten Treffern −37 Tore in 30 Rundenspielen – den Klassenerhalt nicht bewerkstelligen und stieg sofort wieder in die 2. Liga West ab. Der kraftvolle Mittelstürmer mit gutem Kopfballspiel blieb bei den Schwarz-Gelben und feierte 1957 vor RW Oberhausen und dem VfB Bottrop mit den „Löwen“ die Meisterschaft in der 2. Liga und damit die Rückkehr in die Oberliga West. Im zweiten Oberligajahr, 1957/58, kam er durch Verletzungen nur in 17 Spielen zum Einsatz und erzielte dabei vier Tore. Das konnte an der Seite der Mitspieler Adolf Kallenborn, Rudolf Lichtenberger und Rolf Schafstall den erneuten Abstieg nicht verhindern. Mit nur 29 Treffern in 30 Spielen konnten die Sportfreunde den Klassenerhalt nicht realisieren. Die „Fahrstuhlmannschaft“ holte sich aber umgehend die Meisterschaft in der 2. Liga 1958/59 und gehörte ab 1959/60 damit wieder der höchsten Klasse im Westen an. Jesih hatte in 26 Zweitligaspielen 1958/59 für Hamborn 27 Tore erzielt.
Wie die Mannschaftskollegen Horst Podlasly (Torhüter), Lichtenberger – Rolf Schafstall (Verteidigerpaar) und den Seitenläufern Günther Pracz und Adolf Schönborn bestritt  Mittelstürmer Jesih in der Saison 1959/60 unter Trainer Fred Harthaus alle 30 Oberligaspiele. Mit seinen 17 erzielten Toren belegte er in der Oberligatorschützenliste hinter Jürgen Schütz (31), Christian Müller (28), Friedhelm Konietzka (25) und Bernhard Schwier von Viktoria Köln mit 22 Treffern den fünften Rang. Mit 45:48 Toren kamen die Sportfreunde auf den zwölften Tabellenplatz und konnten damit knapp vor Fortuna Düsseldorf und SW Essen die Klasse erhalten. Die Lokalkonkurrenz vom Duisburger SV und Meidericher SV kamen dagegen auf dem fünften beziehungsweise achten Rang ein. Im Lokalderby gegen die „MSV-Zebras“ gelangen dem Torjäger am 4. Oktober 1959 im Heimspiel vor 20.000 Zuschauern beim 3:0-Heimsieg alle drei Treffer. Die nächsten zwei Runden konnte er aber durch Verletzungen gehindert nicht mehr kontinuierlich für seine Mannschaft auflaufen und beendete nach der 0:2-Heimniederlage am 17. Februar 1962 gegen den 1. FC Köln bereits mit 25 Jahren seine Karriere als Sportinvalide in der Oberliga West. Seinen vereinsinternen Torrekord in der Oberliga West mit 40 Treffern hat Horst Jesih in fünf Runden aufgestellt.